# Peças Staunton

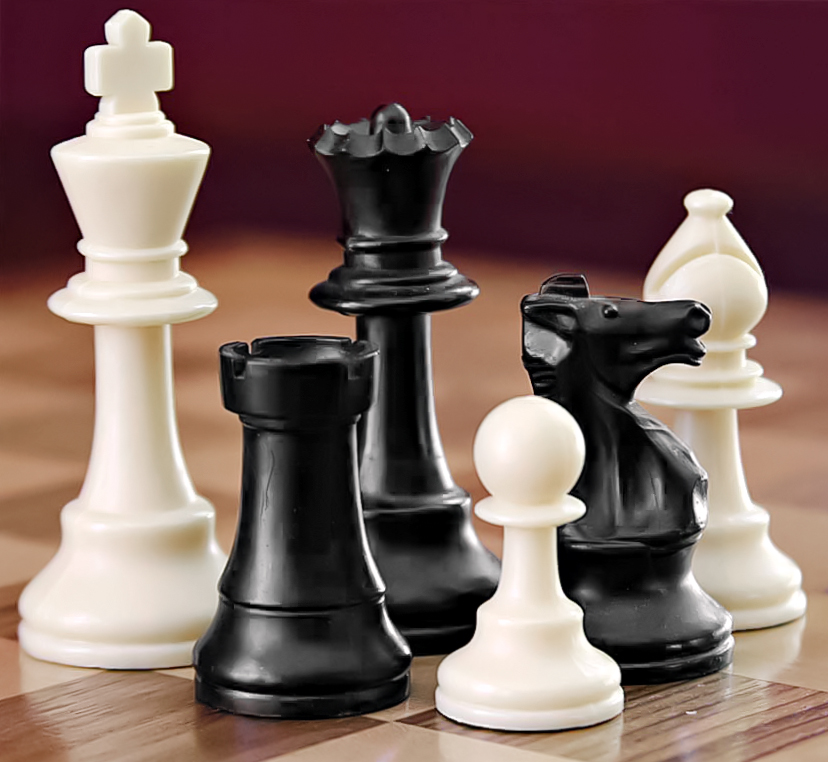
Peças Staunton, fabricadas em resina.

Peças Staunton é um modelo de peças do jogo de xadrez criado pelos britânicos Nathaniel Cook e John Jaques of London em 1849 e popularizado pelo famoso enxadrista britânico do século XIX Howard Staunton.
Nathaniel Cook registrou as peças no escritório de patentes de Londres em 1 de março de 1849, de acordo com o Ornamental Designs Act de 1842.
As peças Staunton foram adotadas como o modelo oficial da Fédération Internationale des Échecs – FIDE em 1924. Hoje são o padrão de fato para a confecção de peças de xadrez, permitindo que jogadores de diferentes origens possam se concentrar no jogo em si sem ter problemas com a identificação das peças.

## Características e identificação

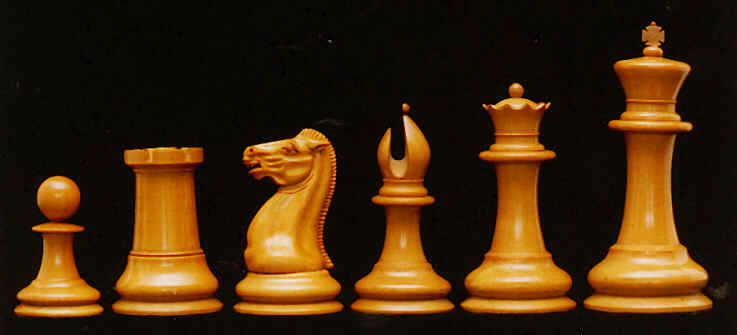
Os primeiros conjuntos Staunton tinham uma aparência bem próxima da mostrada acima. Este conjunto está disposto em ordem crescente de altura, evidenciando a sequência correta - peão, torre, cavalo, bispo, dama e rei. Note o quanto o corte no topo do bispo é pronunciado; a maioria dos conjuntos Staunton recentes não tem um corte tão grande.

Ao contrário da maioria dos padrões, o padrão Staunton foi feito para ser seguido sem maiores preocupações de reprodução exata. Essa foi uma inovação; a maioria dos padrões de peças de xadrez anteriormente existentes tinha peças muito detalhadas e, não raro, poucas diferenças visuais entre duas peças de tipos distintos. Nesse sentido a opção pelo padrão Staunton é uma escolha pragmática, orientada por critérios bastante práticos.
As peças foram desenhadas para enfatizar a facilidade de reconhecimento e de confecção, deixando muito espaço para variações menos drásticas entre um conjunto Staunton e outro. O Padrão Staunton é flexível o suficiente para permitir a existência de inúmeras variedades em toda faixa de preço e grau de qualidade. 

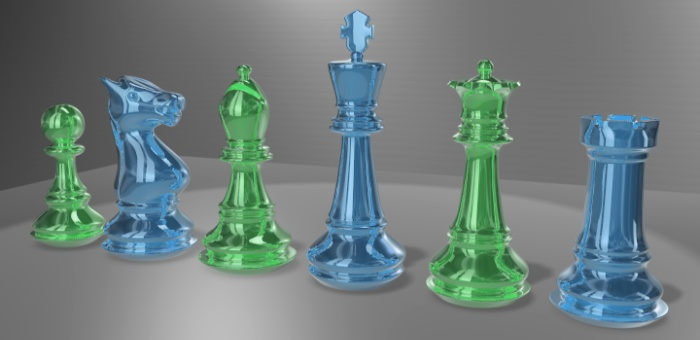

O conjunto à direita, por exemplo, pode ser considerado Staunton apesar das cores exóticas e das evidentes diferenças de desenho em relação a outros conjuntos Staunton.
Espera-se de um conjunto de peças Staunton que
- tenha peças e peões de igual aparência (exceto pela cor) em ambos os lados
- os reis devem ser as peças mais altas e ter algum tipo de terminador vertical ou florão (geralmente uma cruz, mas também pode ser uma flor-de-lis , gota invertida  ou cúpula de bulbo ) em seus topos
- as damas devem ser as peças mais altas depois dos reis e ter no topo algum tipo de terminador de orientação horizontal e simetria radial, lembrando uma coroa.
- os cavalos devem representar uma cabeça de cavalo. Tradicionalmente são mais altos do que as torres e mais baixos do que os bispos.
- as torres devem representar uma torre de castelo. Tradicionalmente são mais baixas do que os cavalos e mais altas do que os peões.
- os bispos devem ser mais altos do que os peões e visualmente distintos dos mesmos (geralmente devido a um corte ou diferença de cor na parte mais alta da peça). Tradicionalmente são também mais altos do que os cavalos e mais baixos do que as damas.
- os peões devem ser mais baixos do que as demais peças e ter um desenho simples e aproximadamente cônico, com um terminador aproximadamente esférico (que facilita o manuseio) no topo.

O registro original do padrão foi feito com referência a trabalhos em madeira. É amplamente aceito que atualmente o Padrão Staunton pode ser empregado livremente por quem quer que seja, sem necessidade de compensação financeira por direitos autorais.